# Escut de Vilanova d'Escornalbou
L'escut oficial de Vilanova d'Escornalbou té el següent blasonament:
Escut caironat: d'argent, un rencontre de bou de sable. Per timbre, una corona mural de poble.

## Història
Va ser aprovat el 28 d'abril del 1991.
El cap de bou és el senyal parlant tradicional referent al nom del poble.